# Näsby, Örebro

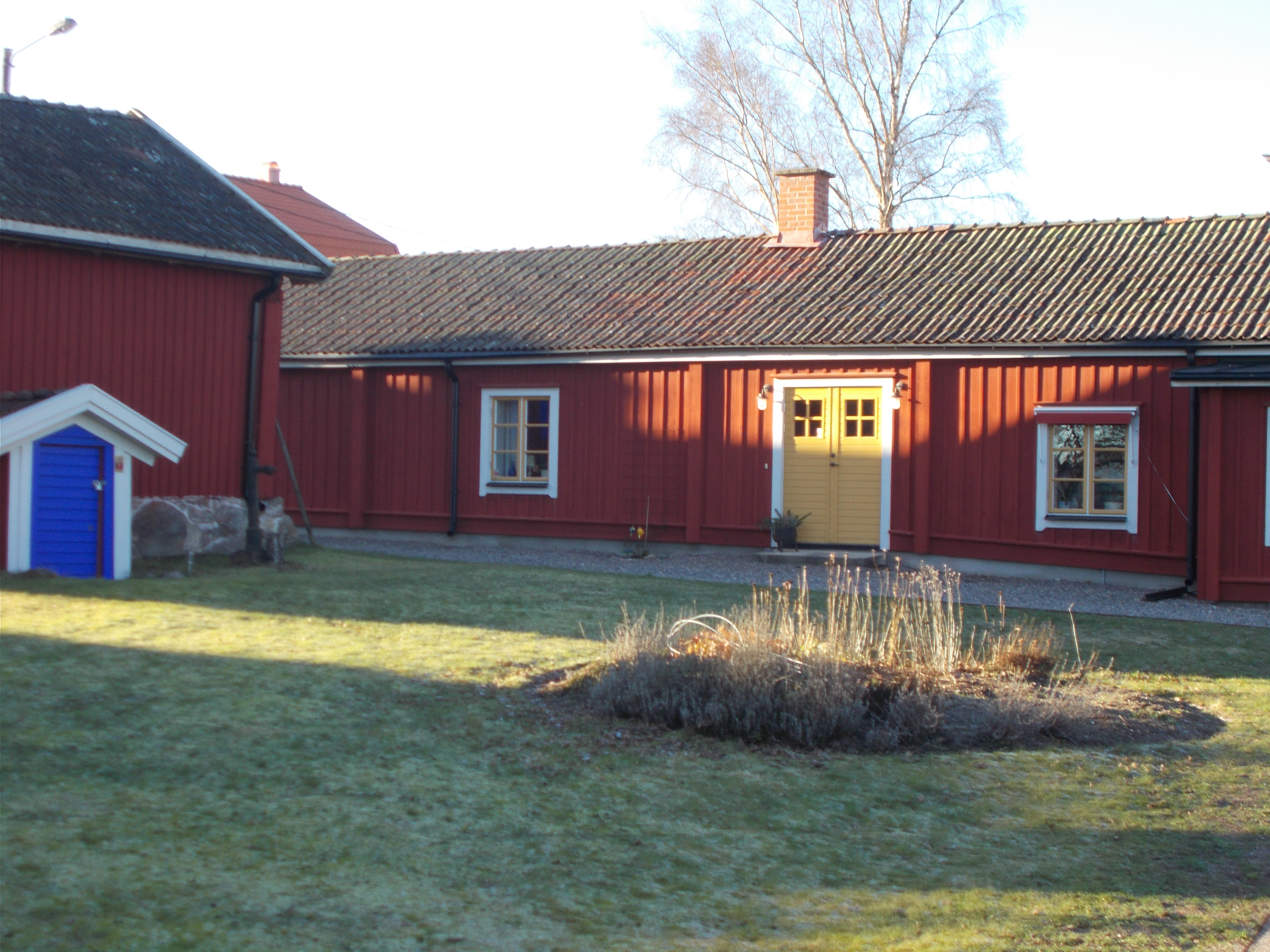
Den äldsta bebyggelsen i stadsdelen Näsby, Örebro.

Näsby är en by och ett nytt bostadsområde i sydöstra Örebro. Det ligger i direkt anslutning till Almby och naturreservatet Oset. Gränsen mot Almby går vid Östanbogatan. 
Före 1943 var Näsby en by under Almby landskommun. Tidigare fanns det sju hemman i den gamla byn, som ligger på en höjd. Vid det laga skiftet 1844 flyttades en del gårdar bort från bytomten. Idag återstår två gårdar av Näsby gamla radby. Det är fyra fastigheter, som ligger längs Odalgatan. De äldsta husen är från 1700-talet. Fynd från stenåldern har gjorts vid Odalgatan.
Området började byggas ut i början av 2000-talet, i första hand med enfamiljshus. Detaljplanen för Näsby fastställdes den 7 februari 2005. Före sänkningen av Hjälmaren på 1880-talet var en del av det nuvarande området sjöbotten eller vattensjukt.